# Søgne
Søgne este o comună din provincia Vest-Agder, Norvegia.
Are o suprafață de 151,41724798046 km². Populația este de 11.260 locuitori, determinată în 1 ianuarie 2016, prin recensământ.